# Selçuk (district)
Selçuk is een Turks district in de provincie İzmir en telt 34.002 inwoners (2007). Het district heeft een oppervlakte van 279,85 km². Hoofdplaats is Selçuk.
De bevolkingsontwikkeling van het district is weergegeven in onderstaande tabel.
| 1997   | 2000   | 2007   |
| ------ | ------ | ------ |
| 30.251 | 33.594 | 34.002 |

## Gemeenten in het district
Belevi

## Plaatsen in het district
Acarlar • Barutçu • Çamlık • Gökçealan • Havutçulu • Sultaniye • Şirince • Zeytinköy
Aliağa · Balçova · Bayraklı · Bayındır · Bergama · Beydağ · Bornova · Buca · Çeşme · Çiğli · Dikili · Foça · Gaziemir · Güzelbahçe · Karabağlar · Karaburun · Karşıyaka · Kemalpaşa · Kınık · Kiraz · Konak · Menderes · Menemen · Narlıdere · Ödemiş · Seferihisar · Selçuk · Tire · Torbalı · Urla